# Водокачка (Аральский район)
Водокачка (каз. Водокачка) — упразднённое село в Аральском районе Кызылординской области Казахстана. Входило в состав сельского округа Жетес. Код КАТО — 433242300. Упразднено в 2018 г.

## Население
В 1999 году население села составляло 76 человек (37 мужчин и 39 женщин). По данным переписи 2009 года, в селе проживало 69 человек (36 мужчин и 33 женщины).